# Моралес-де-Вальверде
Моралес-де-Вальверде (ісп. Morales de Valverde) — муніципалітет в Іспанії, у складі автономної спільноти Кастилія-і-Леон, у провінції Самора. Населення — 237 осіб (2010).
Муніципалітет розташований на відстані близько 250 км на північний захід від Мадрида, 50 км на північ від Самори.
На території муніципалітету розташовані такі населені пункти: (дані про населення за 2010 рік)
- Моралес-де-Вальверде: 155 осіб
- Сан-Педро-де-Самудія: 82 особи

## Демографія
Динаміка населення (INE ):

## Галерея зображень

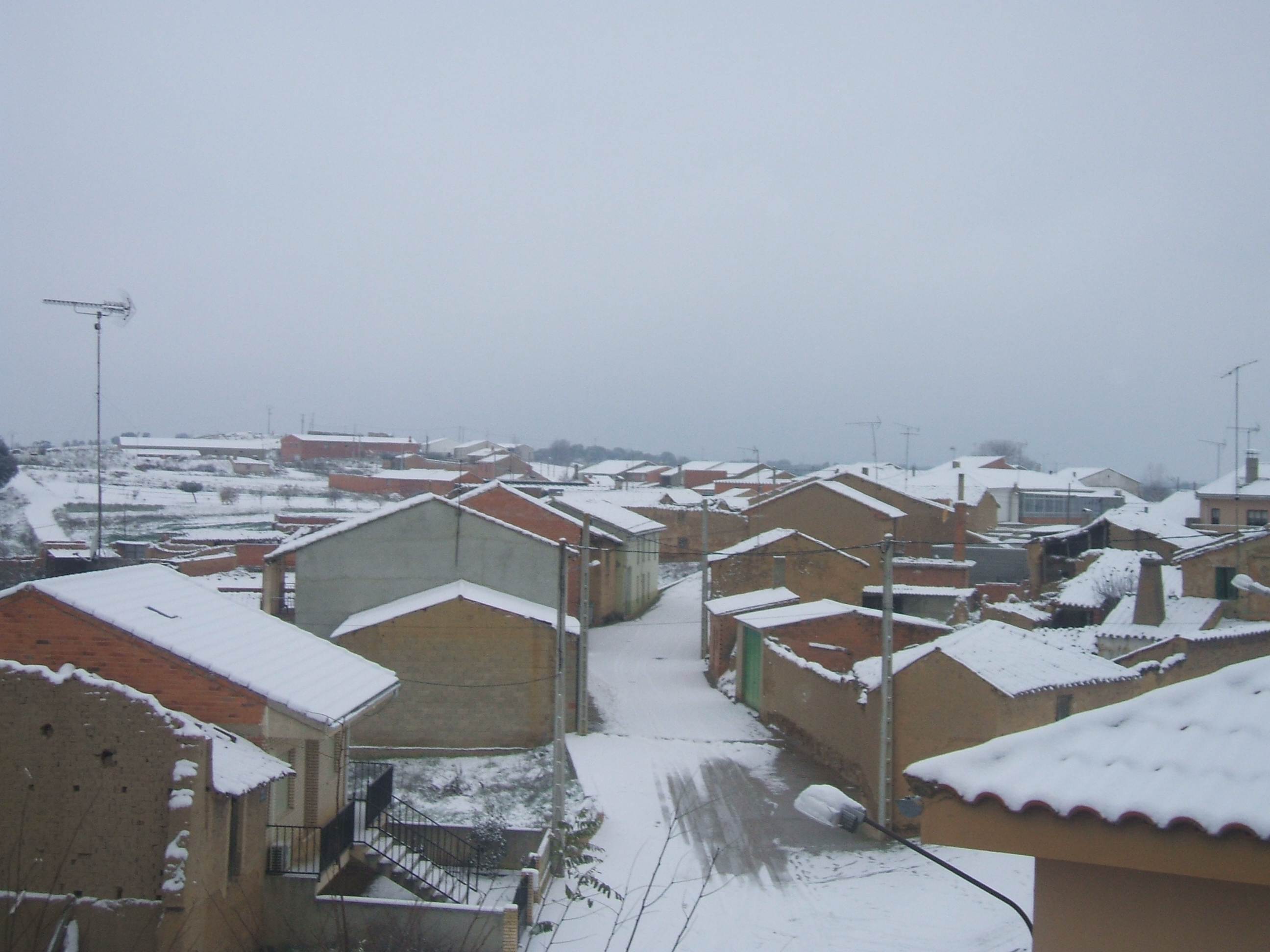
Моралес-де-Вальверде взимку